# 602
Cette page concerne l'année 602  du calendrier julien. Pour l'année 602 av. J.-C., voir 602 av. J.-C. Pour le nombre 602, voir 602 (nombre).
L'année 602 est une année commune qui commence un lundi.

## Événements
- 2 février : émeutes de la faim à Constantinople[1].
- Été : l'armée byzantine commandée par le stratège Pierre arrive sur le Danube[1]. Pierre combat les Sklavènes du Bas-Danube, tandis que khagan des Avars est installé à Constantiola, sur la rive droite du fleuve, et tient les Portes de fer[2].
- Automne : Maurice ordonne aux troupes de Thrace de passer l'hiver sur la rive gauche du Danube, mais celles-ci se révoltent[1].
- Mi-novembre : Maurice Ier apprend la rébellion militaire. L'armée veut proclamer empereur Théodose, fils de Maurice, ou le César Germanus. Phocas, proclamé par ses soldats, marche sur la capitale[1].
- 22 novembre : révolte du peuple à Constantinople[3].
- 23 novembre : Maurice s'enfuit[3]. Début du règne de Phocas (Phokas), empereur byzantin (fin en 610)[1].
- 27 novembre : Maurice Ier, empereur romain d'Orient de 582 à 602, est mis à mort par Phocas avec cinq de ses fils à Chalcédoine[1].

- Les fils de Childebert II, Thibert et Thierry envoient une armée contre les Vascons qui doivent payer tribut. Un duché de Vasconie est établi des Pyrénées à la Garonne, avec pour duc Genial[4].
- Incursions des Slovènes en Istrie et en Vénétie[5]
- Toute la péninsule arabique tombe pour trente ans aux mains des Perses. Al-Hira, capitale des Lakhmides dont le dernier souverain An-Nu'man III est exécuté, est dirigée par les envoyés du roi perse qui y perçoit tribut[6].
- Tardu, qaghan des Turcs occidentaux, qui tente de réunifier l'empire des Köktürks, attaque T'u-li, qaghan des Turcs occidentaux protégé des  Sui dans les Ordos[7].

## Naissances en 602
- Sigebert II, roi d'Austrasie et de Bourgogne.
- Xuanzang, pèlerin chinois parti en Inde de 629 à 645 à la recherche de manuscrits sacrés bouddhiques.
- Li Chunfeng (mort en 670), mathématicien, astronome et historien chinois.

## Décès en 602
- Novembre : Maurice Ier, empereur byzantin, et cinq de ses six fils : Tibère, Pierre, Paul, Justin et Justinien ;
- Bayan, kaghan des Avars[8] ;
- Comentiolus, général byzantin.